# Чаруковский, Аким Алексеевич
Аким Алексеевич Чаруковский (1798, село Пологи, Малороссийская губерния — 1848) — русский хирург, доктор медицины.

## Биография
Окончил Черниговскую духовную семинарию, в 1820 году с серебряной медалью — Императорскую медико-хирургическую академию. Был назначен лекарем в гренадерский графа Аракчеева полк, затем переведён в Егерский лейб-гвардии полк.
В составе Егерского полка участвовал в русско-турецкой войне 1828—1829 гг. и в польском походе 1830—1831 гг. В 1837 году назначен начальником отделения в Медицинском департаменте Министерства внутренних дел. С 1845 года — старший врач Михайловского Воронежского кадетского корпуса и Воронежского батальона военных кантонистов, произведён в статские советники.
Скончался от продолжительной болезни — аневризмы сердца.

### Семья
Отец, дед и прадед происходили из дворян, были священниками.

Брат — Прохор (1790—1842), русский терапевт, профессор Императорской медико-хирургической академии.

## Научная деятельность
Разработал принципы лечения малярии, обосновал терапию большими дозами хинина (1829).

Описал клиническое течение дизентерии (1837).

Создал руководство «Военно-походная медицина».

### Избранные труды
- Чаруковский А. А. Военно-походная медицина : в 5-ти ч. — СПб.: тип. И. Воробьёва, 1836—1837.
  - Ч. 1 — Военная гигиена : Сбережение здорового солдата. — 1836. — 329 с.
  - Ч. 2, содержащая военно-временные госпитали; Призрение больного солдата. — 1836. — 101 с.
  - Ч. 3 — Болезни армии; Лечение больного солдата. — 1837. — 417 с.
  - Ч. 4, содержащая раны вообще; Лечение раненого солдата вообще. — 1836. — 267 с.
  - Ч. 5, содержащая раны в особенности по разным частям тела; Лечение раненого солдата, в особенности. — 1837. — 288 с.
- Чаруковский А. А. Народная медицина, примененная к русскому быту и разноклиматности России. — СПб.: тип. воен-учеб. заведений. (2-е издание — под заглавием «Медицина и гигиена», СПб., 1851)
  - Отд. 2. Ч. 3. Сохранение здоровья. — 1844. — 428 с.
  - Отд. 2. Ч. 4. .... — 1845. — 277 с.
  - Отд. 3. Ч. 5 и 6. Болезнь вообще. Призрение больного. Наружные болезни вообще. — 1845. — 412 с.
  - Отд. 3. Ч. 5. Наружные болезни. Призрение больных. — 1845. — 336 с.
  - Отд. 3. Ч. 6. Наружные болезни в особенности. Болезнь и её лечение вообще. — СПб.: тип. Э. Праца, 1845. — 327 с.
  - Отд. 4. Ч. 7. Внутренние болезни. — 1847. — 395 с.
- Чаруковский А. А. Медицина и гигиена : в 4-х ч. — 2-е изд., вновь испр. — СПб.: тип. Э. Веймара, 1851.
  - Ч. 1. Сохранение здоровья вообще. — 374 с.
  - Ч. 2. Сохранение здоровья в особенности. — 276 с.
  - Ч. 3. Наружные болезни и призрение больных. — 284 с.
  - Ч. 4. Болезнь и её лечение. Внутренние болезни. — 504 с.
- «De hydrope in genere» : Дис. — СПб., 1825.
- статьи в журналах:
  - Военно-медицинский журнал. — 1829, 13; 1838, 32
  - Друг Здравия. — 1834, 7; 1835, 23, 24, 25, 26
  - Сын Отечества. — 1836; 1837
  - Отечественные Записки. — 7, II, 1.

## Награды
За книгу «Военно-походная медицина»:
- субсидия в 15000 руб. для напечатания этого труда
- половина Демидовской премии
- пенсия на службе 2500 руб. в год.